# Harmar Nicholls, Baron Harmar-Nicholls
Harmar Harmar-Nicholls, Baron Harmar-Nicholls JP (* 1. November 1912 in Darlaston, Staffordshire; † 15. September 2000) war ein britischer Politiker der Conservative Party, der 24 Jahre lang Abgeordneter des House of Commons sowie Mitglied des Europäischen Parlaments war und 1975 als Life Peer aufgrund des Life Peerages Act 1958 Mitglied des House of Lords wurde. Nicholls befasste sich während seiner Tätigkeit als Abgeordneter des Unterhauses mit Wohnungsbau, Straßensicherheit und Migration in den Dominions, wurde aber insbesondere in der Öffentlichkeit dadurch bekannt, dass er seinen Wahlkreis Peterborough in Cambridgeshire acht Mal bei Unterhauswahlen mit zum Teil äußerst knappen Mehrheiten gewann wie zum Beispiel bei den Unterhauswahlen vom 31. Mai 1966, als er nach insgesamt acht Stimmauszählungen mit einer Mehrheit von nur drei Stimmen gewann.

## Leben

### Studium, berufliche Laufbahn und Zweiter Weltkrieg
Nicholls, Sohn eines Bergmanns und späteren Gastwirts, absolvierte nach dem Besuch der Queen Mary Grammar School in Walsall, Staffordshire, ein Studium der Rechtswissenschaften. Er engagierte sich bereits frühzeitig während seines Studiums politisch und wurde 1937 Vize-Vorsitzender der Junior Imperial League, dem heutigen Jugendverband der Conservative Party, in der Region West Midlands. 1938 erfolgte seine Wahl zum Mitglied des Gemeinderates (Urban District Council) von Darlaston, einem Ort im Metropolitan Borough of Walsall.
1941 schloss er sein Studium ab und erhielt die Zulassung als Barrister bei der Rechtsanwaltskammer von Middle Temple. Er nahm anschließend keine Tätigkeit als Rechtsanwalt auf, sondern arbeitete danach als Geodät. Während des Zweiten Weltkrieges diente er bei den Pionieren der British Army und fand zuletzt als Lieutenant der Royal Engineers in Indien und Burma Verwendung. Nach seiner Rückkehr nach Großbritannien wurde er 1945 Direktor des Malereibetriebs J & H Nicholls Paints Ltd und war zeitweise auch Präsident der Wallpaper and Paint Retailers Association, des Verbandes der Tapezier- und Malereiunternehmen.

### Erfolglose Kandidaturen für das House of Commons und Unterhausabgeordneter
Nach dem Ende des Zweiten Weltkrieges kandidierte Nicholls bereits bei den Unterhauswahlen am 5. Juli 1945 im Wahlkreis Nelson and Colne für ein Mandat im House of Commons, unterlag dabei aber dem Wahlkreisinhaber von der Labour Party, Sydney Silverman. Nach dem Tod des Labour-Politikers John William Sunderland am 24. November 1945 bewarb er sich als dessen Nachfolger bei der dadurch notwendig gewordenen Nachwahl (By-election) am 31. Januar 1946 im Wahlkreis Preston, unterlag aber wiederum dem Labour-Kandidaten Edward Shackleton, auf den 32.189Stimmen (55,6 Prozent) entfielen, während er selbst 25.718 Wählerstimmen (44,4 Prozent) bekam. 1949 wurde er Vorsitzender des Darlaston Urban District Council.
Als Kandidat der konservativen Tories wurde Nicholls bei den Unterhauswahlen am 23. Februar 1950 im Wahlkreis Peterborough erstmals zum Abgeordneten in das House of Commons gewählt und gehörte diesem bis zu den Wahlen vom 10. Oktober 1974 an. Als Hinterbänkler (Backbencher) trat er erstmals auf dem Parteitag der Conservative Party 1950 in Erscheinung, als er den Bau von 300.000 Häusern jährlich forderte, ein Ziel, welches letztlich während der Amtszeit von Premierminister Harold Macmillan erreicht wurde. Daneben unterstützte er Kleinunternehmen und trat für die Auswanderung von britischen Staatsangehörigen nach Kanada, Australien und andere Dominions ein.

### Juniorminister und Baronet
Nach dem Wahlsieg der Conservative Party bei den Wahlen vom 25. Oktober 1951 bekleidete er in den darauf folgenden Regierungen der Premierminister Winston Churchill, Anthony Eden und Harold Macmillan mehrere Juniorministerposten. Zunächst war er zwischen 1951 und 1955 Parlamentarischer Privatsekretär (Parliamentary Private Secretary) des stellvertretenden Generalpostmeisters (Assistant Postmaster-General) David Gammans sowie anschließend von 1955 bis 1957 Parlamentarischer Sekretär beim Minister für Landwirtschaft, Fischerei und Ernährung (Minister of Agriculture, Fisheries and Food) Derick Heathcoat-Amory, ehe er zuletzt zwischen 1957 und 1960 Parlamentarischer Sekretär beim Minister für Arbeiten (Minister of Works) Hugh Molson beziehungsweise zuletzt John Hope war. Während dieser Zeit nahm er 1956 an einem Austauschprogramm an dem in Washington, D.C. ansässigen Government Affairs Institute (GAI) teil.
Bei den Unterhauswahlen am 8. Oktober 1959 konnte er sich in seinem Wahlkreis Peterborough gegen die Labour-Politikerin Betty Boothroyd durchsetzen, die später von 1992 bis 2000 als Speaker erste weibliche Sprecherin des Unterhauses und damit Parlamentspräsidentin war. Nicholls bezeichnete Boothroyd nach der Wahl als „eine hübsche Kämpferin“ (‚a bonny fighter‘).
Nach seinem Ausscheiden aus der Regierung wurde ihm zum 29. Dezember 1960 die erbliche Würde Baronet, of Darlaston in the County of Stafford, verliehen.

### Knapper Wahlgewinn bei den Unterhauswahlen 1966
Bei den Unterhauswahlen vom 31. Mai 1966 wurde nach sieben Nachzählungen festgestellt, dass seine Stimmenmehrheit nur drei Stimmen betrug. Nach der ersten Stimmauszählung hatte sein Gegenkandidat der Labour Party, Michael Ward, eine Mehrheit von 163 Stimmen, die bei der ersten Nachzählung bestätigt wurde. Danach wurden unausgezählte Stimmzettel in einer Wahlurne gefunden, die nach der zweiten Nachzählung zu einer Mehrheit zugunsten von Labour von zwei Stimmen ergab. Die dritte sowie vierte Nachzählung änderten die Position und Nicholls lag nun mehr mit zwei sowie dann mit sechs Stimmen vorn. Eine fünfte Nachzählung brachte den Labour-Kandidaten zurück in Führung, und zwar mit einer Stimme Vorsprung, während eine sechste Nachzählung die Führung von Nicholls mit zwei Stimmen bestätigte. Die siebte und letzte Nachzählung führte dazu, dass er noch eine Stimme hinzugewann und schließlich drei Stimmen Vorsprung vor Ward hatte. Am Ende gab es 38 unklare Stimmzettel und die Nachzählung dauerte von 9 Uhr morgens bis 17.30 Uhr abends.
Der Gewerkschaftsbund von Peterborough forderte ihn auf, zurückzutreten und in einer Nachwahl (By-election) anzutreten. Allerdings entschied sich sein Gegenkandidat Ward dazu, das Wahlergebnis nicht anzufechten.
Als Vorsitzender des Nationalen Rundfunkentwicklungsausschusses (National Broadcasting Development Committee) setzte sich Nicholls, der zugleich Mitglied der Direktorien von Moss Empires und Radio Luxembourg war, Mitte der 1960er Jahre für den kommerziellen Rundfunk ein.
Wie zahlreiche andere Abgeordneter seiner Zeit trat Nicholls, der sich in dem aus konservativen Hinterbänklern der Conservative-Party-Fraktion bestehenden 1922 Committee engagierte, für die nach 1965 ausgesetzte Todesstrafe ein und forderte 1974 deren Wiedereinführung, nachdem durch einen Bombenschlag der Irish Republican Army (IRA) auf den Tower of London eine Frau ums Leben kam und 41 Menschen verletzt wurden.

### Wahlniederlage im Oktober 1974, Mitglied des Oberhauses
Bei den Wahlen vom 28. Februar 1974 gewann er letztlich nach vier Neuauszählungen gegen Ward mit einer Mehrheit von 22 Stimmen, ehe Ward ihn acht Monate später bei den Wahlen vom 10. Oktober 1974 schließlich mit einer Mehrheit von 1848 Stimmen schlug und Nicholls nach 24 Jahren sein Unterhausmandat verlor. Nach diesen Wahlen forderte er – wenngleich ohne Erfolg – die Bildung einer Koalition aus Conservative Party und Labour Party zur Bekämpfung der hohen Inflation, die die Wirtschaft belastete. Diese Forderung begründete er wie folgt:
„Gewerkschaften misstrauen den Tories, und Manager und Investoren misstrauen dem Sozialismus. Das Gegenmittel zu diesem Misstrauen könnte ein zeitweiliger Waffenstillstand in Westmister und in den Reden der politischen Parteien sein.“
‚Unions distrust the Tories, and managers and investors distrust socialism. The antidote to this distrust may well be a temporary truce at Westminster and at the hustings by the political parties.‘
Nach seinem Ausscheiden aus dem House of Commons wurde Nicholls, der zeitweilig auch Friedensrichter (Justice of the Peace) von Staffordshire war, durch ein Letters Patent vom 10. Januar 1975 als Life Peer mit dem Titel Baron Harmar-Nicholls, of Peterborough in the County of Cambridgeshire, in den Adelsstand erhoben und gehörte bis zu seinem Tod dem House of Lords als Mitglied an. Zum Zeitpunkt seines Todes war er annähernd fünfzig Jahre Mitglied des Parlaments des Vereinigten Königreichs.

### Europaskepsis und Mitglied des Europäischen Parlaments
Daneben wurde Baron Nicholls, der seit Anfang der 1960er Jahre ein bekannter Vertreter der Europaskepsis innerhalb der konservativen Tories war Anthony Foster:, bei der Europawahl 1979 zum Mitglied des ersten Europäischen Parlamentes gewählt und vertrat in diesem bis zur Europawahl 1984 den Wahlbezirk Greater Manchester South.
Während seiner Mitgliedschaft sprach er sich gegen einen gemeinsamen Binnenmarkt und zugunsten einer Atlantischen Freihandelszone aus. Insoweit riet er den führenden Politikern der Conservative Party:
„Unsere Führer sollten nicht den Eindruck geben, dass sie so mit Europa verheiratet sind, dass sie sogar so unfähig wären, andere Möglichkeiten zu betrachten.“
‚Our Leaders should not give the impression of being so wedded to Europe that they were unable even to consider other possibilities.‘
Dabei sah er nach seiner fünfjährigen Mitgliedschaft im Europäischen Parlament seinen Glauben darin bestätigt, dass das Europaparlament „nicht geeignet war, den Test der Zeit zu bestehen, aus dem Grund, dass die eine Zutat, die von entscheidender Bedeutung für den Erfolg ist, nicht existierte - der Bestandteil war eine natürliche Affinität zwischen den Mitgliedsstaaten“
(‚was not likely to pass the test of time, on the grounds, that the one ingredient which is vital for its success did not exist - that ingredient was a natural affinity between the member states‘).
Neben seiner politischen Tätigkeit war Nicholls auch in der Privatwirtschaft tätig und anderem Vorstandsvorsitzender von Versicherungsgesellschaften, der Nicholls and Hennessy Hotels. Des Weiteren war er zeitweilig Vorsitzender des Theaterfestival von Malvern.
Aus seiner 1940 mit Dorothy Edwards geschlossenen Ehe gingen zwei Töchter hervor, darunter die Schauspielerin Sue Nicholls, die seit 1979 die Rolle der ‚Aubrey Roberts‘ in der seit dem 9. Dezember 1960 laufenden Fernsehserie Coronation Street spielt.